# Échannay
Échannay és un municipi francès, situat al departament de la Costa d'Or i a la regió de Borgonya - Franc Comtat. L'any 2007 tenia 120 habitants.

## Demografia

### Població
El 2007 la població de fet d'Échannay era de 120 persones. Hi havia 52 famílies, de les quals 12 eren unipersonals (4 homes vivint sols i 8 dones vivint soles), 20 parelles sense fills i 20 parelles amb fills.
La població ha evolucionat segons el següent gràfic:
Habitants censats

### Habitatges
El 2007 hi havia 69 habitatges, 50 eren l'habitatge principal de la família, 14 eren segones residències i 5 estaven desocupats. 66 eren cases i 3 eren apartaments. Dels 50 habitatges principals, 45 estaven ocupats pels seus propietaris, 4 estaven llogats i ocupats pels llogaters i 1 estava cedit a títol gratuït; 2 tenien dues cambres, 5 en tenien tres, 13 en tenien quatre i 30 en tenien cinc o més. 32 habitatges disposaven pel capbaix d'una plaça de pàrquing. A 13 habitatges hi havia un automòbil i a 31 n'hi havia dos o més.

### Piràmide de població
La piràmide de població per edats i sexe el 2009 era:
| Homes | Edats   | Dones |
| ----- | ------- | ----- |
| 0     | 95 o +  | 0     |
| 0     | 90 a 94 | 0     |
| 0     | 85 a 89 | 0     |
| 0     | 80 a 84 | 4     |
| 4     | 75 a 79 | 4     |
| 0     | 70 a 74 | 0     |
| 4     | 65 a 69 | 0     |
| 0     | 60 a 64 | 4     |
| 0     | 55 a 59 | 0     |
| 8     | 50 a 54 | 8     |
| 8     | 45 a 49 | 0     |
| 4     | 40 a 44 | 4     |
| 4     | 35 a 39 | 8     |
| 4     | 30 a 34 | 0     |
| 0     | 25 a 29 | 4     |
| 8     | 20 a 24 | 0     |
| 0     | 15 a 19 | 8     |
| 4     | 10 a 14 | 4     |
| 4     | 5 a 9   | 4     |
| 4     | 0 a 4   | 4     |

## Economia
El 2007 la població en edat de treballar era de 77 persones, 58 eren actives i 19 eren inactives. De les 58 persones actives 54 estaven ocupades (31 homes i 23 dones) i 4 estaven aturades (2 homes i 2 dones). De les 19 persones inactives 10 estaven jubilades, 5 estaven estudiant i 4 estaven classificades com a «altres inactius».
Activitats econòmiques
Dels 5 establiments que hi havia el 2007, 3 eren d'empreses de serveis i 2 d'empreses classificades com a «altres activitats de serveis».
L'any 2000 a Échannay hi havia 7 explotacions agrícoles que ocupaven un total de 476 hectàrees.

## Poblacions més properes
El següent diagrama mostra les poblacions més properes.